# Iwaidja
L’iwaidja est une langue aborigène parlée par les Iwaidja en Australie.